# Patxi Ruiz Romero
|  | Aquest article tracta sobre l'activista polític basc. Si cerqueu el pilotaire basc, vegeu «Patxi Ruiz Giménez». |

Francisco Javier Ruiz Romero, més conegut com a Patxi Ruiz Romero, (Pamplona, c. 1974) és un activista polític basc, militant d'Euskadi Ta Askatasuna fins a l'any 2017. De del 2002 resta pres en compliment d'una sentència de 30 anys per l'assassinat del regidor d'UPN Tomás Caballero, entre d'altres. Des de la presó criticà la postura de dissolució del grup armat i acabà impulsant el col·lectiu dissident Amnistia Ta Askatasuna (ATA). El 10 de maig de 2020 inicià una vaga de fam.

## Trajectòria
Ruiz nasqué al voltant de l'any 1974 a la ciutat de Pamplona, sent natural del barri de la Txantrea. Inicià el seus primers pasos en l'activisme polític militant a l'organització juvenil independentista basca Jarrai. L'any 1996, amb 22 anys, fou detingut juntament amb Ibai Ayensa acusat de l'atac amb artefactes incendiaris contra un concessionari de vehicles de la localitat navarresa de Burlada. Ambdós entraren a la presó per desordres públics però, a diferència d'Ayensa que obtingué la llibertat provisional un dia després, ell complí dos mesos de presó.
El 21 de febrer de 2002 fou detingut, juntament amb Eneka Royo Martínez, en un pis del municipi de Burlada, situat a la cruïlla dels carrers Major i Lafuente, en un operatiu que tingué per objectiu aturar l'entrada en funcionament del comando Ekaitza, l'enèsim comando Nafarroa d'ETA. Al dispositiu policial desplegat a Pamplona i rodalia hi intervingueren fins a 120 agents de l'institut armat i se saldà amb la detenció d'un total de tres homes i tres dones, considerats tots ells com a presumptes membres legals d'ETA, és a dir, sense fitxar. L'operació fou coordinada pel director general de la Guàrdia Civil Santiago López Valdivielso i instruïda pel titular del jutjat central d'instrucció número 1 de l'Audiència Nacional espanyola, Guillermo Ruiz Polanco.
Tres dies després, el 24 de febrer, dos presumptes membres més foren detinguts quan sortien de la presó de Castelló de la Plana després de visitar al reclús d'ETA Fermín Ventura Pérez. Segons fonts periodístiques, aquestes detencions es produïren fruït de les declaracions dels tres homes detinguts pocs dies abans. En aquelles dates, tots tres, foren enviats a presó acusats d'assassinat. En el cas de Ruiz se l'imputà la mort del regidor d'UPN a l'Ajuntament de Pamplona i exalcalde post-franquista del municipi Tomás Caballero el 6 de maig de 1998. Segons recollí el diari El País, Ruiz reconegué haver estat l'autor material del tret al cap de Caballero, quan es trobava en llibertat pendent d'un judici per desordre públics. També participà en els atemptats contra el diputat foral d'UPN Evelio Gil i contra el subtinent de l'Exèrcit espanyol José Díaz Pareja, així com en els intents frustrats contra un policia i un regidor del PSOE, ambdós de la capital navarresa. Segons el pla abordat, l'escamot tenia previst atemptar amb llançagranades contra la caserna de l'Exèrcit de Terra d'Aitzoain, segons les confessions de Ruiz al cos policial. Per aquests delictes fou sentenciat a 30 anys de presó.
Durant el seu temps a la presó es mostrà disconforme amb la postura de dissolució del grup armat i titllà als dirigents de l'Esquerra abertzale de «liquidacionistes». Per aquestes declaracions, l'any 2017 fou expulsat d'ETA i del seu col·lectiu de presos (EPPK). Ruiz esdevingué un dels pocs membre d'ETA que mostrà públicament el seu recolzament a l'ala dissident agrupada entorn al Moviment per a l'Amnistia i contra la Repressió, més conegut com a Amnistia Ta Askatasuna (ATA).

### Vaga de fam

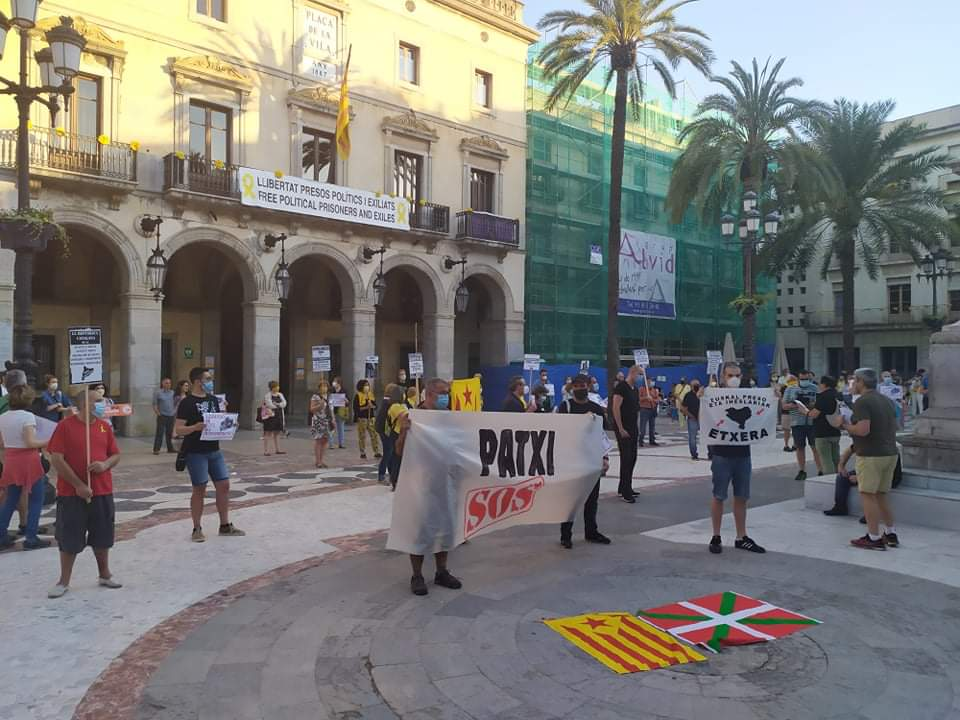
Concentració a Vilanova i la Geltrú en solidaritat amb la vaga de fam de Patxi Ruiz

El 9 de maig de 2020 encapçalà una concentració silenciosa dels reclusos del mòdul 8 del centre penitenciari Múrcia II, situat a Campos del Río, en la qual dugué un cartell reclamant l'excarceració de malalts i majors de 65 anys per a evitar el seu contagi durant la pandèmia per COVID-19. L'endemà, 10 de maig, fou traslladat de mòdul i inicià una vaga de fam, tant de beguda com d'aliment, per a protestar també contra la manca de mesures sanitàries adequades al centre, així com per denunciar les múltiples amenaces rebudes per part dels funcionaris de presó. Al desè dia de protesta, el Jutjat central de vigilància penitenciària de l'Audiència Nacional sol·licità un informe sobre l'estat del pres en general, i de salut en particular. L'endemà patí una insuficiència renal i fou, aleshores, quan la seva advocada comunicà la pretensió de Ruiz a rebre sèrum fisiològic, si així s'estipulava en una interlocutòria i es controlava la seva situació en un hospital i no a la presó, tal com informà l'agència de notícies Naiz. D'aquesta forma, l'endemà, 21 de maig, se'l traslladà per orde judicial a l'Hospital Clínic Universitari Verge de l'Arrixaca de Múrcia amb l'objectiu que rebés tractament mèdic. Allà se li injectà dos litres de sèrum i pogué rebre la visita de la seva mare. Un dia després, el 22 de maig, se li donà l'alta hospitalària després d'haver-li diagnosticat un trastorn de deshidratació lleu i fou enviat de nou a la presó però en aquesta ocasió amb l'obligació de passar un període de quarantena. A partir d'aleshores decidí abandonar la manca d'ingesta de begudes però mantingué la d'aliments, des del mòdul d'infermeria. Abans i després de l'ingrés, Ruiz estigué classificat en primer grau o règim tancat, per la qual cosa tingué restringida la vida al centre i pernoctà a soles en una cela.
Per a denunciar la seva situació, diversos presos, com Irantzu Gallastegi o Iñaki Etxeberria, mantingueren durant la protesta la política de rebuig de la safata de menjar a les presons de Sevilla-II, Còrdova i Castelló-I. A més a més, continuaren els dejunis i vagues de fam rotatòries a les localitats de Deusto, Ezkerraldea, Gasteiz, Ondarroa, Etxarri, Altsasu, Laudio, Maeztu i Zalduondo. Així mateix, ATA impulsà un manifest de suport a Ruiz que fou subscrit pel premi Nobel de la Pau Adolfo Pérez Esquivel i els presos vinculats al Partit Socialista Republicà Irlandès (IRPS), entre d'altres. En resposta a aquestes mobilitzacions i d'altres que succeïren arreu del País Basc, el president d'UPN Javier Esparza presentà el 19 de maig una denúncia, en considerar que podien constituir un delicte d'«enaltiment del terrorisme i humiliació de les víctimes».
El partit basc EH Bildu expressà que la situació d'excepció a la que se sotmet als presos bascos està l'origen del problema. Paral·lelament, el 18 de maig anuncià que tramitaria les gestions pertinents per a poder visitar-lo, mitjançant la diputada Bel Pozueta, amb l'objectiu de «conèixer de primera mà la seva situació, escoltar les seves peticions, i transmetre-li la nostra preocupació pel seu estat, així com els avenços que es puguin produir per a una solució». Per la seva part, el partit Sortu responsabilitzà a la política penitenciària d'excepció i a la dispersió de la situació de Ruiz. Després de coneixe's les declaracions, ATA declarà que «per sobre de tot, s'ha de respectar la voluntat d'en Patxi, que ha deixat clar que les actituds d'EH Bildu i Sortu no tenen el seu vist-i-plau» i que «si Patxi té una mínima esperança de seguir viu, està en la pressió popular que EH Bildu i Sortu estan intentant aturar». ATA també criticà l'actitud del personal mèdic de la presó i els acusà de «més que seguir el codi deontològic segueixen el manual del militant feixista que se sent impune». De la mateixa manera, acusà al director de la presó de mantenir «una actitud mesquina» que «no és nova», fet que comportà que el centre penitenciari es convertís en el de major nombre de suïcidis i assassinats.
Les conseqüències de la protesta no només es limitaren a mostres de solidaritat als centres penitenciaris i declaracions d'organitzacions i partits sinó que tingué una projecció als carrers. En suport a Ruiz s'han reportat atacs contra seus del Partit Socialista d'Euskadi - Euskadiko Ezkerra (casas del pueblo), d'Elkarrekin Podemos i del Partit Nacionalista Basc (batzokis), així com caixers automàtics i diferent mobiliari urbà. Un dels actes de sabotatge més destacats fou l'atac amb octavetes i pintura vermella al portal del domicili d'Idoia Mendia, líder del PSE-PSOE, succeït el 19 de maig. El 23 de maig hi hagué una concentració d'unes 750 persones a la plaça del Castillo de Pamplona en suport a les reivindicacions de Ruiz, que fou convocada per xarxes socials. L'acte es veié interromput quan un grup de persones que es trobaven en una terrassa començà a increpar als assistents. Les amenaces desencadenà en un enfrontament, amb taules i cadires pels aires, i la intervenció d'unitats antiavalots de la Policia espanyola i la Policia foral. L'incident finalitzà amb la detenció d'un dels assistents a l'acte que fou alliberada amb càrrecs poques hores després durant la matinada. El 26 de maig se succeïren nous incidents contra seus de partits, concretament aparegueren amb pintades cinc del PNB (als barris de Begoña i San Ignazio de Bilbao, al d'Altza de Sant Sebastià, a Arrankudiaga i a Basauri) i una del PSE-PSOE (al barri de Txurdinaga de Bilbao).